# ماركوس بينت
ماركوس بينت (بالإنجليزية: Marcus Bent)‏ (19 مايو 1978 هامرسميث المملكة المتحدة - ) هو لاعب كرة قدم بريطاني، يلعب كمهاجم.

## وصلات خارجية
ماركوس بينت على موقع قاعدة بيانات كرة القدم.إي يو (الإنجليزية)
- ماركوس بينت على موقع Soccerbase.com (لاعب) (الإنجليزية)
- ماركوس بينت على موقع Soccerway.com (الإنجليزية)
- ماركوس بينت على موقع عالم كرة القدم.نت (الإنجليزية)